# Pariserbøf
Pariserbøf er en bøf af hakket oksekød, lagt på et stykke hvidt brød og stegt i kort tid, med tilbehør efter egen smag som en rå æggeblomme, hakkede syltede rødbeder, hakkede rå løg, kapers, høvlet peberrod, pickles og syltet agurk. Pariserbøffen findes på næsten alle danske frokostrestauranter og er også en hverdagsspise, da den ikke er dyr at lave.